# Gonnesweiler
Gonnesweiler ist ein Ortsteil der Gemeinde  Nohfelden im Saarland. Er liegt an der oberen Nahe an der Dammseite des Bostalsees. Durch den jetzt aufgestauten See führte früher die Straße nach Bosen. Der Name des Ortes, der 1333 mit Gondersvilre und später mit Gundesvilre erwähnt wird, ist wahrscheinlich von einem Personennamen abgeleitet.

## Geschichte
Das Dorf war bis zum Ende des 18. Jahrhunderts der Hochgerichtsbarkeit Neunkirchen zugeordnet, die Mühle am rechten Naheufer unterstand dagegen dem Gericht in Wolfersweiler. Beide Bereiche gehörten zum Herzogtum Pfalz-Zweibrücken. Als Teil des Hochgerichts Neunkirchen wechselte das Lehen durch die Jahrhunderte vielfach den Besitzer. Seit 1794 war der Ort unter französischer Besatzung. Ab 1801 gehörte die Gemeinde zur Mairie Neunkirchen im Kanton Wadern, der Teil des Arrondissements Birkenfeld im Saardepartement war. 1817 bis 1918 gehörte der Ort zum Fürstentum Birkenfeld als Exklave des Großherzogtums Oldenburg. Nach dem Ersten Weltkrieg von 1918 bis 1937 wurde das Fürstentum Birkenfeld als Landesteil Birkenfeld vom Freistaats Oldenburg verwaltet. Ab 1937 gehörte der Ort zum preußischen Landkreis Birkenfeld. Seit 1946 gehört Gonnesweiler zum saarländischen Landkreis Sankt Wendel. Am 1. Januar 1974 wurde Gonnesweiler im Zuge der Gebietsreform ein Teil der Gemeinde Nohfelden.
Herzog Karl II. August von Zweibrücken ließ Ende des 18. Jahrhunderts das bestehende Schloss für seine Mätresse Caroline Augusta Freiin Gayling von Altheim (1748–1823), spätere Freifrau von Esbeck, restaurieren. Wenige Jahre nach der Fertigstellung wurde es aber von französischen Revolutionstruppen verwüstet, danach versteigert und abgerissen. Der Flurname Schloss erinnert an diese Episode.

## Sehenswürdigkeiten
- Das östliche Ufer des Bostalsees mit seinen Freizeitmöglichkeiten liegt auf dem Gebiet des Ortsteils Gonnesweiler.[3]
- Der Barockaltar in der Pfarrkirche von Gonnesweiler stammt aus einer Kapelle, die 1970 abgerissen wurde.
- Der jüdische Friedhof wurde wahrscheinlich erst um 1800 angelegt. Während der NS-Zeit wurde er geschändet und zerstört. Nach dem Zweiten Weltkrieg wurde er wieder hergerichtet. Als Folge der Zerstörungen sind von den 60–70 Gräbern nur noch 21 zu sehen.
- Das Jagdhaus Bocksborn wurde 1894 von dem Saarbrücker Ingenieur Fritz von Rexroth am Silberberg bei Gonnesweiler für sich und seine Jagdgäste erbaut. Bei der Bevölkerung ist es heute als „Jagdschlösschen“ bekannt.

## Trivia
In den 1960er Jahren gab es in Gonnesweiler einen Rostwurst (Bratwurst)-Krieg. Zwei benachbarte Imbissstände trieben ihre Preise wechselseitig bis auf 50 Pfenning für die Wurst herunter.